# Подлесе (Олькуський повіт)
Подлесе (пол. Podlesie) — село в Польщі, у гміні Олькуш Олькуського повіту Малопольського воєводства.
Населення — 327 осіб (2011).
У 1975-1998 роках село належало до Катовицького воєводства.

## Демографія
Демографічна структура станом на 31 березня 2011 року:
|          | Загалом | Допрацездатний вік | Працездатний вік | Постпрацездатний вік |
| -------- | ------- | ------------------ | ---------------- | -------------------- |
| Чоловіки | 145     | 22                 | 109              | 14                   |
| Жінки    | 182     | 44                 | 97               | 41                   |
| Разом    | 327     | 66                 | 206              | 55                   |